# Jimmie Rivera

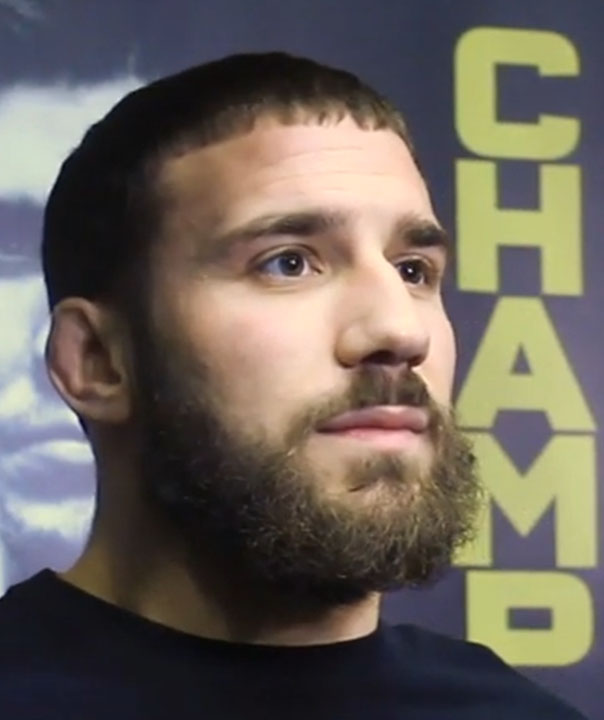
Jimmie Rivera no UFC Fight Night 143 em Nova York, Estados Unidos

Jimmie Rivera (Ramsey, 29 de junho de 1989) é um lutador estadunidense de artes marciais mistas descendente de porto-riquenhos, que atualmente compete no peso-galo do Ultimate Fighting Championship.

## Carreira no MMA

### Começo da carreira
Aluno da Tiger Schulmann MMA, Jimmie Rivera começou sua carreira em 2007 quando tinha 18 anos. Após acumular uma grande sequência de vitórias como amador em apenas dois anos, ele se tornou profissional nas artes marciais mistas.

### Bellator Fighting Championships
Rivera fez sua estréia em 10 de Abril de 2009 no Bellator 2. Ele derrotou Willie Gates por finalização no segundo round.
Rivera enfrentou Nick Garcia em 12 de Junho de 2009 no Bellator 11.  Ele derrotou Garcia por decisão unânime.

### King of the Cage
Rivera enfrentou Abel Cullum em 17 de Setembro de 2010 pelo Título Peso Mosca do KOTC. Rivera venceu por decisão dividida após cinco rounds e se tornou o novo campeão.
Rivera fez uma defesa de título contra Jared Papazian em 3 de Fevereiro de 2011. Após cinco rounds ele venceu por decisão unânime e manteve seu título.

### The Ultimate Fighter
Rivera apareceu no primeiro episódio de The Ultimate Fighter: Team Bisping vs. Team Miller. Ele perdeu por nocaute técnico no segundo round contra Dennis Bermudez durante o round de eliminação.

### Retorno ao Ring of Combat
Rivera retornou ao ROC em 15 de Junho de 2012 contra Justin Hickey pelo título peso galo. Ele venceu o título por decisão unânime em uma luta de três rounds.
Rivera defendeu seu cinturão contra Joel Roberts em 14 de Setembro de 2012.

### Segunda vez pelo Bellator
Rivera enfrentou Jesse Brock em 7 de Dezembro de 2012 no Bellator 83. Ele venceu a luta por decisão unânime.
Rivera enfrentou Brian Kelleher em 4 de Abril de 2013 no Bellator 95. Ele venceu por decisão unânime.

### World Series of Fighting
Rivera enfrentou Sidemar Honório em 14 de Setembro de 2013 no WSOF 5. Ele foi capaz de se recuperar após receber um dano considerável no primeiro round, e se recuperou no segundo e terceiro round usando sua força e habilidade no wrestling. Rivera venceu a luta por decisão unânime.

### Ultimate Fighting Championship
Rivera fez sua estréia promocional e enfrentou Marcus Brimage em 18 de Julho de 2015 no UFC Fight Night: Bisping vs. Leites, substituindo o lesionado Ian Entwistle. Ele venceu por nocaute técnico.
Rivera enfrentou Pedro Munhoz em 7 de Novembro de 2015 no UFC Fight Night: Belfort vs. Henderson III e o derrotou por decisão dividida.
Rivera enfrentou Iuri Alcântara em 30 de Janeiro de 2016 no UFC on Fox: Johnson vs. Bader e o derrotou por decisão unânime.
Rivera enfrentou Urijah Faber  em 10 de setembro de 2016 no UFC 203: Miocic vs. Overeem e o derrotou por decisão unânime.
Rivera enfrentou Thomas Almeida em 22 de julho de 2017 no UFC on Fox: Weidman vs. Gastelum e o derrotou por decisão unânime.

## Primeira derrota no Ultimate
Rivera era esperado para enfrentar o ex campeão Dominick Cruz no UFC 219, mas uma lesão tirou o ex campeão da luta. Ele foi substituído pelo brasileiro John Lineker que também acabou sendo retirado da luta. Uma luta contra o ex campeão do WSOF Marlon Moraes foi cogitada, mas o brasileiro não conseguiria bater o peso. Mas no dia 1° de Junho de 2018, Rivera enfrentou o brasileiro Marlon Moraes e foi derrotado em apenas 33 segundos. Encerrando sua invencibilidade de 10 anos.

## Títulos
- King of the Cage
  - Título Peso Mosca (135 lb) do KOTC (Uma vez)
  - Uma defesa de título

- Ring of Combat
  - Título Peso Galo do ROC (Uma vez)
  - Uma defesa de título

## Cartel no MMA
| Cartel no MMA   |             |            |
| 28 lutas        | 23 vitórias | 5 derrotas |
| Por nocaute     | 4           | 1          |
| Por finalização | 2           | 0          |
| Por decisão     | 17          | 4          |

| Res.    | Cartel | Oponente              | Método                            | Evento                                     | Data       | Round | Tempo | Local                      | Notas                                   |
| ------- | ------ | --------------------- | --------------------------------- | ------------------------------------------ | ---------- | ----- | ----- | -------------------------- | --------------------------------------- |
| Derrota | 23-5   | Pedro Munhoz          | Decisão (unânime)                 | UFC Fight Night: Rozenstruik vs. Gane      | 27/02/2021 | 3     | 5:00  | Las Vegas, Nevada          | Luta da Noite.                          |
| Vitória | 23-4   | Cody Stamann          | Decisão (unânime)                 | UFC on ESPN: Kattar vs. Ige                | 15/07/2020 | 3     | 5:00  | Abu Dhabi                  |                                         |
| Derrota | 22-4   | Petr Yan              | Decisão (unânime)                 | UFC 238: Cejudo vs. Moraes                 | 08/06/2019 | 3     | 5:00  | Chicago, Illinois          |                                         |
| Derrota | 22-3   | Aljamain Sterling     | Decisão (unânime)                 | UFC on ESPN: Ngannou vs. Velasquez         | 17/02/2019 | 3     | 5:00  | Phoenix                    |                                         |
| Vitória | 22-2   | John Dodson           | Decisão (unânime)                 | UFC 228: Woodley vs. Till                  | 08/09/2018 | 3     | 5:00  | Dallas, Texas              |                                         |
| Derrota | 21-2   | Marlon Moraes         | Nocaute (chute na cabeça e socos) | UFC Fight Night: Rivera vs. Moraes         | 01/06/2018 | 1     | 0:33  | Utica, Nova Iorque         |                                         |
| Vitória | 21-1   | Thomas Almeida        | Decisão (unânime)                 | UFC on Fox: Weidman vs. Gastelum           | 22/07/2017 | 3     | 5:00  | Long Island, New York      |                                         |
| Vitória | 20-1   | Urijah Faber          | Decisão (unânime)                 | UFC 203: Miocic vs. Overeem                | 10/09/2016 | 3     | 5:00  | Cleveland, Ohio            |                                         |
| Vitória | 19-1   | Iuri Alcântara        | Decisão (unânime)                 | UFC on Fox: Johnson vs. Bader              | 30/01/2016 | 3     | 5:00  | Newark, New Jersey         |                                         |
| Vitória | 18-1   | Pedro Munhoz          | Decisão (dividida)                | UFC Fight Night: Belfort vs. Henderson III | 07/11/2015 | 3     | 5:00  | São Paulo                  |                                         |
| Vitória | 17-1   | Marcus Brimage        | Nocaute (socos)                   | UFC Fight Night: Bisping vs. Leites        | 18/07/2015 | 1     | 1:28  | Glasgow                    | Estreia no UFC.                         |
| Vitória | 16-1   | Carson Beebe          | Nocaute (soco)                    | CFFC 48 - Good vs. Burrell                 | 09/05/2015 | 1     | 0:16  | Atlantic City, New Jersey  | Defendeu o Título Peso Galo do CFFC.    |
| Vitória | 15-1   | Anthony Durnell       | Nocaute Técnico (socos)           | CFFC 43 - Webb vs. Good                    | 01/11/2014 | 3     | 3:22  | Atlantic City, New Jersey  | Ganhou o Título Peso Galo Vago do CFFC. |
| Vitória | 14-1   | Cody Stevens          | Decisão (unânime)                 | CFFC 35 - Heckman vs. Makashvili           | 26/04/2014 | 3     | 5:00  | Atlantic City              |                                         |
| Vitória | 13-1   | Sidemar Honório       | Decisão (unânime)                 | WSOF 5: Arlovski vs. Kyle                  | 14/09/2013 | 3     | 5:00  | Atlantic City              |                                         |
| Vitória | 12-1   | Brian Kelleher        | Decisão (unânime)                 | Bellator 95                                | 04/04/2013 | 3     | 5:00  | Atlantic City, New Jersey  | Peso Casado (65 kg).                    |
| Vitória | 11-1   | Jesse Brock           | Decisão (unânime)                 | Bellator 83                                | 07/12/2012 | 3     | 5:00  | Atlantic City              |                                         |
| Vitória | 10-1   | Joel Roberts          | Decisão (unânime)                 | Ring of Combat 42                          | 14/09/2012 | 3     | 5:00  | Atlantic City, New Jersey  | Defendeu o Título Peso Galo do ROC.     |
| Vitória | 9-1    | Justin Hickey         | Decisão (unânime)                 | Ring of Combat 41                          | 15/06/2012 | 3     | 5:00  | Atlantic City, New Jersey  | Ganhou o Título Peso Galo do ROC.       |
| Vitória | 8-1    | Jared Papazian        | Decisão (unânime)                 | KOTC: Empire                               | 03/02/2011 | 5     | 5:00  | San Bernardino, California | Defendeu o Título Peso Galo do KOTC.    |
| Vitória | 7-1    | Abel Cullum           | Decisão (dividida)                | KOTC: No Mercy                             | 17/09/2010 | 5     | 5:00  | Mashantucket               | Ganhou o Título Peso Galo do KOTC.      |
| Vitória | 6-1    | Carlos David Oliveira | Nocaute (socos)                   | Ring of Combat 29                          | 16/04/2010 | 2     | 3:01  | Atlantic City              |                                         |
| Vitória | 5-1    | Claudio Ledesma       | Decisão (unânime)                 | UCC 1: Merciless                           | 19/03/2010 | 3     | 5:00  | Jersey City                |                                         |
| Vitória | 4-1    | Nick Garcia           | Decisão (unânime)                 | Bellator 11                                | 12/06/2009 | 3     | 5:00  | Uncasville                 |                                         |
| Vitória | 3-1    | Willie Gates          | Finalização (triângulo)           | Bellator 2                                 | 10/04/2009 | 3     | 3:17  | Uncasville                 |                                         |
| Vitória | 2-1    | Tyler Venice          | Finalização (mata leão)           | Ring of Combat 23                          | 20/02/2009 | 2     | 1:13  | Atlantic City              |                                         |
| Derrota | 1-1    | Jason McLean          | Decisão (dividida)                | Ring of Combat 22                          | 21/11/2008 | 3     | 5:00  | Atlantic City              |                                         |
| Vitória | 1-0    | Fernando Bernandino   | Decisão (unânime)                 | Ring of Combat 21                          | 12/09/2008 | 3     | 5:00  | Atlantic City              |                                         |